# Hystricephala nigra
Hystricephala nigra är en tvåvingeart som beskrevs av Macquart 1846. Hystricephala nigra ingår i släktet Hystricephala och familjen parasitflugor. Inga underarter finns listade i Catalogue of Life.